# Gorizia Calcio 1983-1984
Questa voce raccoglie le informazioni riguardanti  il Gorizia Calcio nelle competizioni ufficiali della stagione 1983-1984.

## Rosa
| N. |                   | Ruolo | Calciatore         |
| -- | ----------------- | ----- | ------------------ |
| -  | Italia (bandiera) | D     | Marco Antonucci    |
| -  | Italia (bandiera) | A     | Carlo Bacchetti    |
| -  | Italia (bandiera) | D     | Giorgio Battoia    |
| -  | Italia (bandiera) | C     | Davide Bernardel   |
| -  | Italia (bandiera) | C     | Alessandro Bertoia |
| -  | Italia (bandiera) |       | Candoni            |
| -  | Italia (bandiera) | A     | Roberto Cresta     |
| -  | Italia (bandiera) | D     | Edoardo Da Dalt    |
| -  | Italia (bandiera) | C     | Luigi Delneri      |
| -  | Italia (bandiera) | A     | Alberto Diodicibus |

| N. |                   | Ruolo | Calciatore          |
| -- | ----------------- | ----- | ------------------- |
| -  | Italia (bandiera) | D     | Claudio Grazzolo    |
| -  | Italia (bandiera) | D     | Fabio Grillo        |
| -  | Italia (bandiera) | P     | Claudio Hlede       |
| -  | Italia (bandiera) | C     | Elia Lazzara        |
| -  | Italia (bandiera) | A     | Pasquale Parente    |
| -  | Italia (bandiera) | A     | Paolo Peressotti    |
| -  | Italia (bandiera) | C     | Pierluigi Polesello |
| -  | Italia (bandiera) | C     | Maurizio Righini    |
| -  | Italia (bandiera) | D     | Antonio Zilli       |